# Liste der ungarischen Abgeordneten zum EU-Parlament (2019–2024)
Die Liste der ungarischen Abgeordneten zum EU-Parlament (2019–2024) listet alle ungarischen Mitglieder des 9. Europäischen Parlaments nach der Europawahl in Ungarn 2019 auf.

## Aktuelle Mandatsstärke der Parteien
| Nationale Partei                     | Fraktion | Mandate |
| ------------------------------------ | -------- | ------- |
| Fidesz – Ungarischer Bürgerbund      | NI       | 12      |
| Demokratikus Koalíció                | S&D      | 04      |
| Momentum Mozgalom                    | RE       | 02      |
| Magyar Szocialista Párt              | S&D      | 01      |
| Jobbik Magyarországért Mozgalom      | NI       | 01      |
| Christlich-Demokratische Volkspartei | EVP      | 01      |
| SUMME                                |          | 21      |

## Abgeordnete
| Bild | Name                 | geb. | MEP seit      | Partei | Fraktion | Kommentar                                                               |
| ---- | -------------------- | ---- | ------------- | ------ | -------- | ----------------------------------------------------------------------- |
|      | Attila Ara-Kovács    | 1953 | 2. Juli 2019  | DK     | S&D      |                                                                         |
|      | Andrea Bocskor       | 1978 | 2. Juli 2019  | Fidesz | NI       | Fraktionsaustritt aus EVP am 3. März 2021                               |
|      | Katalin Cseh         | 1988 | 2. Juli 2019  | MM     | RE       |                                                                         |
|      | Andor Deli           | 1977 | 2. Juli 2019  | Fidesz | NI       | Fraktionsaustritt aus EVP am 3. März 2021                               |
|      | Tamás Deutsch        | 1966 | 2. Juli 2019  | Fidesz | NI       | Fraktionsaustritt aus EVP am 3. März 2021                               |
|      | Klára Dobrev         | 1972 | 2. Juli 2019  | DK     | S&D      |                                                                         |
|      | Anna Donáth          | 1987 | 2. Juli 2019  | MM     | RE       |                                                                         |
|      | Kinga Gál            | 1970 | 2. Juli 2019  | Fidesz | NI       | Fraktionsaustritt aus EVP am 3. März 2021                               |
|      | Márton Gyöngyösi     | 1977 | 2. Juli 2019  | Jobbik | NI       |                                                                         |
|      | Enikő Győri          | 1968 | 2. Juli 2019  | Fidesz | NI       | Fraktionsaustritt aus EVP am 3. März 2021                               |
|      | András Gyürk         | 1972 | 2. Juli 2019  | Fidesz | NI       | Fraktionsaustritt aus EVP am 3. März 2021                               |
|      | Balázs Hidvéghi      | 1970 | 2. Juli 2019  | Fidesz | NI       | Fraktionsaustritt aus EVP am 3. März 2021                               |
|      | György Hölvényi      | 1962 | 2. Juli 2019  | KDNP   | EVP      |                                                                         |
|      | Lívia Járóka         | 1974 | 2. Juli 2019  | Fidesz | NI       | Fraktionsaustritt aus EVP am 3. März 2021                               |
|      | Ádám Kósa            | 1975 | 2. Juli 2019  | Fidesz | NI       | Fraktionsaustritt aus EVP am 3. März 2021                               |
|      | Csaba Molnár         | 1979 | 2. Juli 2019  | DK     | S&D      |                                                                         |
|      | Sándor Rónai         | 1988 | 2. Juli 2019  | DK     | S&D      |                                                                         |
|      | József Szájer        | 1961 | 2. Juli 2019  | Fidesz | EVP      | Abgeordneter bis zum 1. Januar 2021                                     |
|      | Ernő Schaller-Baross | 1987 | 10. Jan. 2021 | Fidesz | NI       | Nachrücker für József Szájer; Fraktionsaustritt aus EVP am 3. März 2021 |
|      | Edina Tóth           | 1975 | 2. Juli 2019  | Fidesz | NI       | Fraktionsaustritt aus EVP am 3. März 2021                               |
|      | László Trócsányi     | 1956 | 2. Juli 2019  | Fidesz | NI       | Fraktionsaustritt aus EVP am 3. März 2021                               |
|      | István Ujhelyi       | 1975 | 2. Juli 2019  | MSZP   | S&D      | Bertalan Tóth nahm sein Mandat nicht an.                                |